# Psathyrella
Genre
Psathyrella (les Psathyrelles), est un genre de champignons basidiomycètes de la famille des Psathyrellaceae.
Ce genre comporte une centaine d'espèces, semblables phylogénétiquement aux genres Coprinellus et Coprinopsis, et proches morphologiquement des Coprinus et Panaeolus .
C’est le premier genre connu dont une espèce possède des lames qui sont capables de sporuler sous l'eau : Psathyrella aquatica.

## Description du genre (sensu lato)
Basidiomes fragiles. Lames non déliquescentes, Chapeau plat ou campanulé (silhouette mycénoïde, parfois plus robuste) . Sporée brune à noire .
Spores lisses (sauf parfois dans la Sect. Lacrymaria). Pore germinatif. Cystides en ballon, en poire, en flasques ou plus élancées, parfois à paroi épaisse and cristaux.
Env.160-170 espèces. CD 782-818; K.& R. :354, .Moser KKF . :269, CD:45, Bon :266
Synonyme = Drosophila Quél. em. Kühn. & Romagn.
Sous-genre Lacrymaria : Cortine abondante, noire à maturité. Chap. +- velouté à squamuleux. Marge appendiculée. Lames pommelées nuageuses. Spores remarquables (C.D. Fig.25i). 2 espèces.
Sous-genre Psathyrella + Psathyra :
Cortine rarement très développée. Lames de couleur uniforme, sans pleurs. Chapeau hygrophane. Classification selon les spores, les cystides. Très difficile sans microscope. Psathyra (cystides faciales à cristaux ou uniquement marginales)

CD 784-818

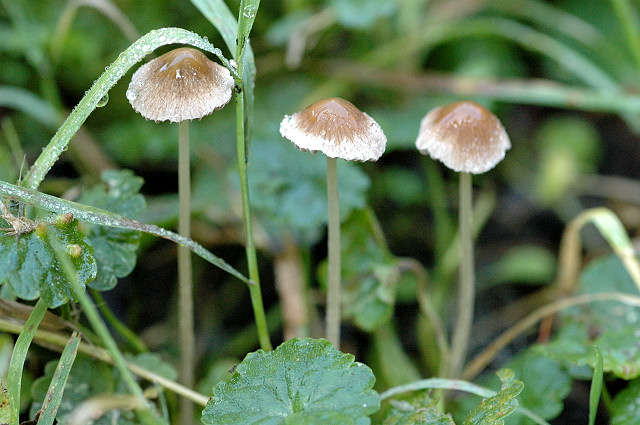
Psathyrella gracilis (espèce type)
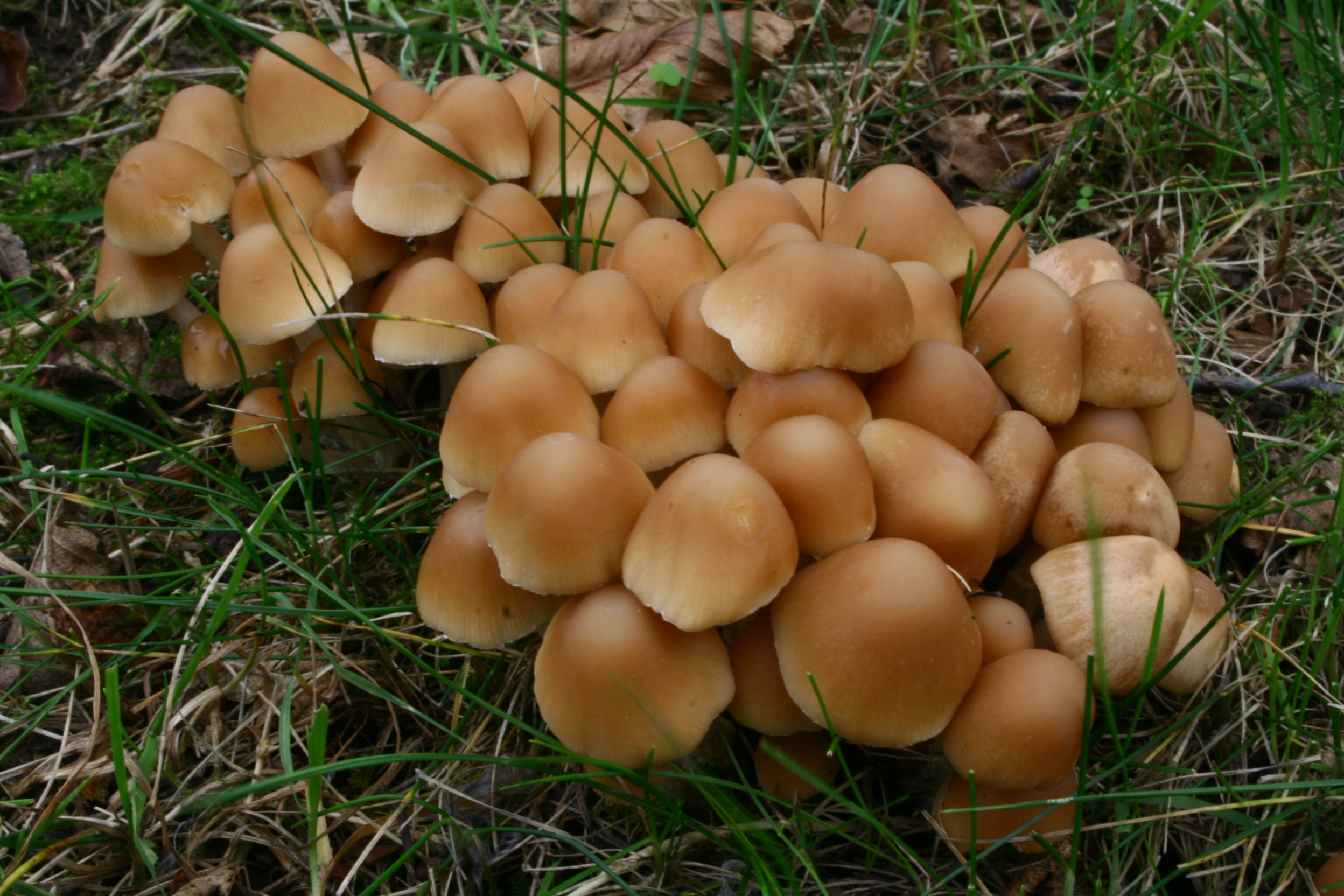
Psathyrella multipedata
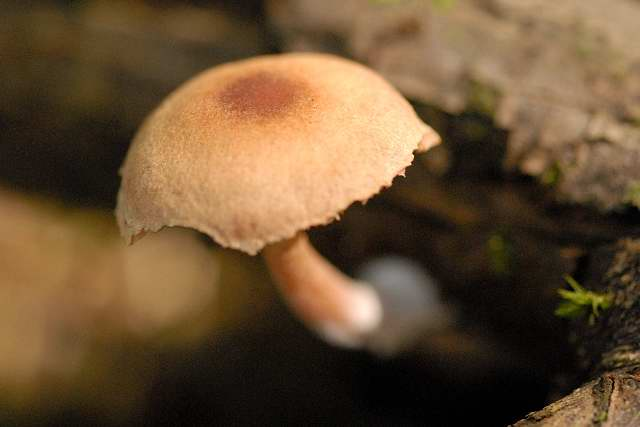
Psathyrella artemisiae
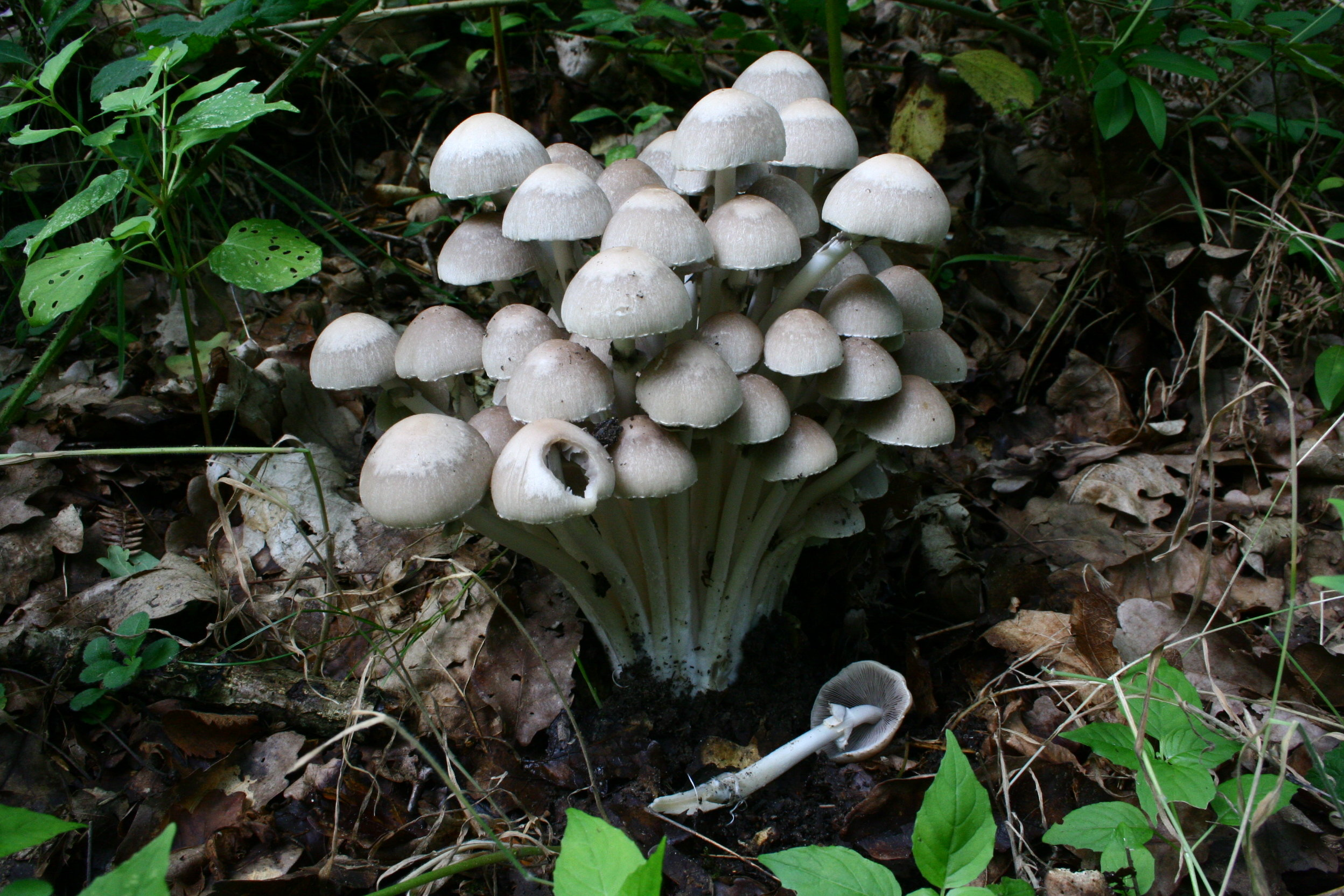
Psathyrella leucotephra
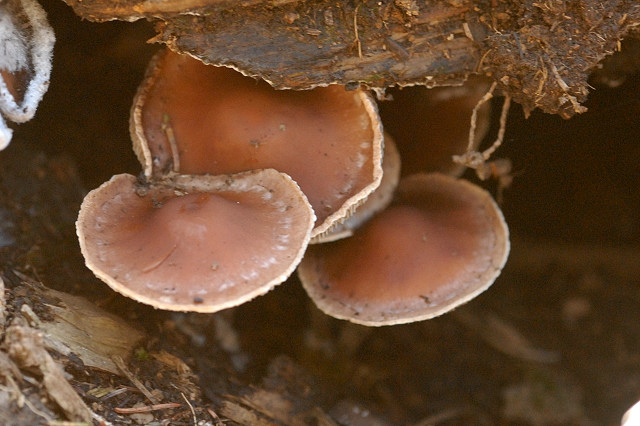
Psathyrella olympiana
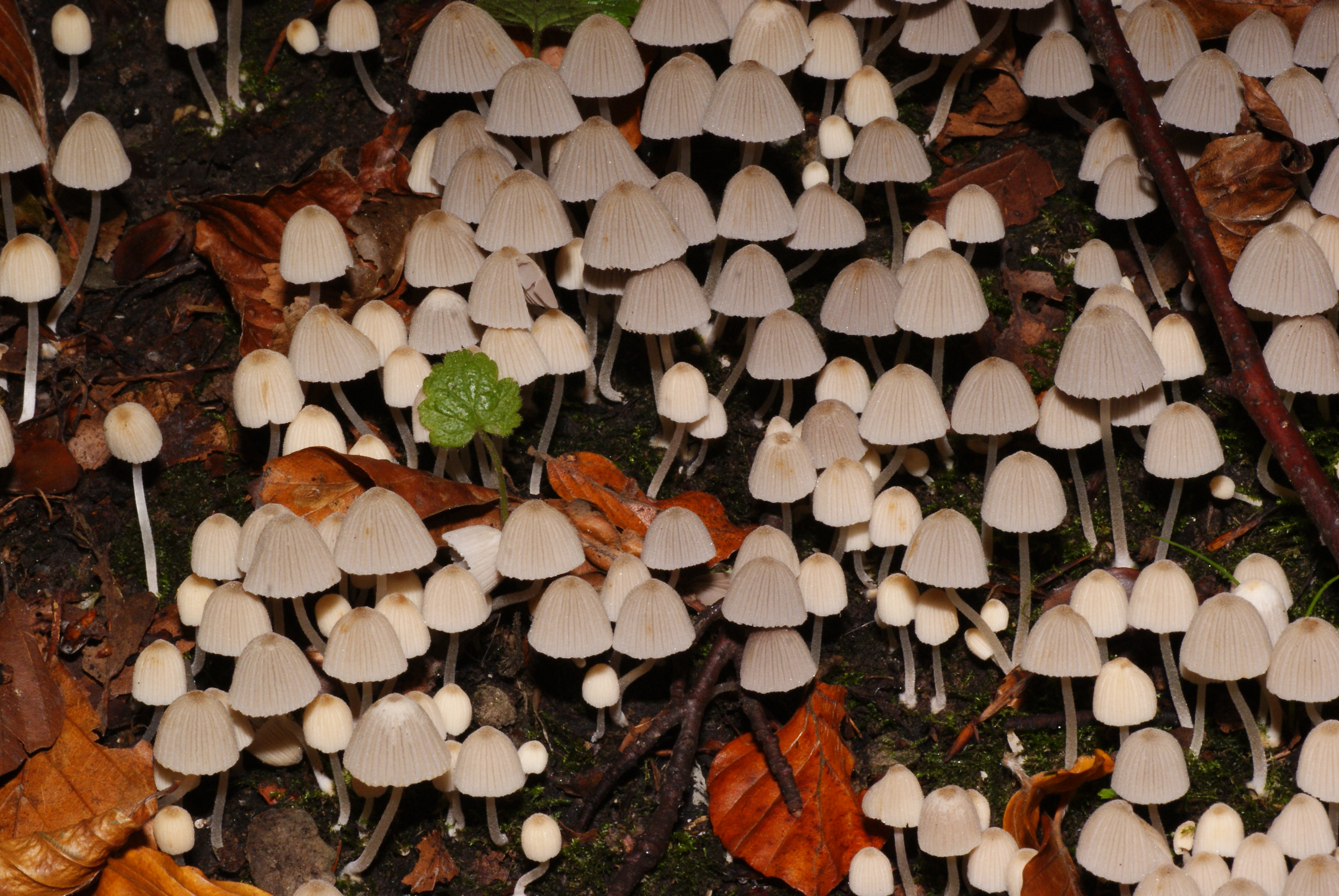
Psathyrella pygmaea

## Liste d'espèces
Selon Catalogue of Life (29 octobre 2013) :
- Psathyrella abieticola
- Psathyrella abortiva
- Psathyrella acadiensis
- Psathyrella aculeata
- Psathyrella acuticystis
- Psathyrella acutilamella
- Psathyrella acutisquamosa
- Psathyrella acutissima
- Psathyrella acutoconica
- Psathyrella aequatoriae
- Psathyrella affinis
- Psathyrella agaves
- Psathyrella agrariella
- Psathyrella agrestis
- Psathyrella alachuana
- Psathyrella alaskaensis
- Psathyrella albanyensis
- Psathyrella albescens
- Psathyrella albida
- Psathyrella albipes
- Psathyrella alboalutacea
- Psathyrella albocapitata
- Psathyrella albocinerascens
- Psathyrella albocinnamomea
- Psathyrella albofloccosa
- Psathyrella alluviana
- Psathyrella almerensis
- Psathyrella alnicola
- Psathyrella amara
- Psathyrella amarella
- Psathyrella amarescens
- Psathyrella amaura
- Psathyrella ambusta
- Psathyrella ammiratii
- Psathyrella ammophila
- Psathyrella anaglaea
- Psathyrella anguina
- Psathyrella angusticeps
- Psathyrella angusticystis
- Psathyrella annulata
- Psathyrella annulosa
- Psathyrella apora
- Psathyrella aquatica
- Psathyrella araguana
- Psathyrella arenulina
- Psathyrella argentata
- Psathyrella argentina
- Psathyrella argillacea
- Psathyrella argillospora
- Psathyrella aristeguietana
- Psathyrella armeniaca
- Psathyrella artemisiae
- Psathyrella ascarioides
- Psathyrella aspenensis
- Psathyrella asperospora
- Psathyrella atomatoides
- Psathyrella atricastanea
- Psathyrella atrifolia
- Psathyrella atrospora
- Psathyrella atroumbonata
- Psathyrella australis
- Psathyrella avellaneifolia
- Psathyrella avilana
- Psathyrella badhyzensis
- Psathyrella badia
- Psathyrella badiophylla
- Psathyrella badiovestita
- Psathyrella baileyi
- Psathyrella bambra
- Psathyrella baragensis
- Psathyrella barlowiana
- Psathyrella barrowsii
- Psathyrella bartholomei
- Psathyrella basii
- Psathyrella battarrae
- Psathyrella bernardiana
- Psathyrella bernhardii
- Psathyrella berolinensis
- Psathyrella betulina
- Psathyrella bifrons
- Psathyrella bigelowii
- Psathyrella bipellis
- Psathyrella bivelata
- Psathyrella boninensis
- Psathyrella borealis
- Psathyrella boulderensis
- Psathyrella brachycystis
- Psathyrella brevipes
- Psathyrella brooksii
- Psathyrella brunnescens
- Psathyrella byssina
- Psathyrella caespitosa
- Psathyrella calcarea
- Psathyrella calvinii
- Psathyrella campestris
- Psathyrella camphorata
- Psathyrella camptopus
- Psathyrella canadensis
- Psathyrella candidissima
- Psathyrella candolleana
- Psathyrella canoceps
- Psathyrella capitatocystis
- Psathyrella caput-medusae
- Psathyrella carbonaria
- Psathyrella carinthiaca
- Psathyrella carolinensis
- Psathyrella casca
- Psathyrella cascadensis
- Psathyrella castaneicolor
- Psathyrella castaneidisca
- Psathyrella castaneifolia
- Psathyrella catervata
- Psathyrella cernua
- Psathyrella cheyennensis
- Psathyrella chilensis
- Psathyrella chiloensis
- Psathyrella cineraria
- Psathyrella citerinii
- Psathyrella citrinovelata
- Psathyrella clivensis
- Psathyrella cloverae
- Psathyrella cokeri
- Psathyrella coloradensis
- Psathyrella columbiana
- Psathyrella comata
- Psathyrella communis
- Psathyrella condensa
- Psathyrella conferta
- Psathyrella confertissima
- Psathyrella conissans
- Psathyrella connata
- Psathyrella coprinoceps
- Psathyrella coprinoides
- Psathyrella cordispora
- Psathyrella cordobaensis
- Psathyrella cornifericystis
- Psathyrella corrugis
- Psathyrella corticalis
- Psathyrella cortinarioides
- Psathyrella cotonea
- Psathyrella crassulistipes
- Psathyrella crenulata
- Psathyrella crinipellis
- Psathyrella cubensis
- Psathyrella cuspidata
- Psathyrella cystidiosa
- Psathyrella dactylocystis
- Psathyrella debilis
- Psathyrella deceptiva
- Psathyrella delicatella
- Psathyrella delineata
- Psathyrella dennyensis
- Psathyrella depauperata
- Psathyrella deserticola
- Psathyrella diabolica
- Psathyrella dichroma
- Psathyrella dicrani
- Psathyrella directa
- Psathyrella distans
- Psathyrella distantifolia
- Psathyrella duchesnayensis
- Psathyrella dunarum
- Psathyrella dunensis
- Psathyrella duplicata
- Psathyrella earlei
- Psathyrella echinata
- Psathyrella echiniceps
- Psathyrella effibulata
- Psathyrella efflorescens
- Psathyrella elegans
- Psathyrella ellenae
- Psathyrella elliptispora
- Psathyrella elongatipes
- Psathyrella elwhaensis
- Psathyrella emmetensis
- Psathyrella ephemera
- Psathyrella epimyces
- Psathyrella equina
- Psathyrella erinensis
- Psathyrella euthygramma
- Psathyrella excelsa
- Psathyrella fagetophila
- Psathyrella fagetorum
- Psathyrella falklandica
- Psathyrella fallax
- Psathyrella fascicularis
- Psathyrella fatiscens
- Psathyrella fatua
- Psathyrella ferruginea
- Psathyrella ferrugipes
- Psathyrella fibrillosa
- Psathyrella fibrillosipes
- Psathyrella filamentosa
- Psathyrella filopes
- Psathyrella fimbriata
- Psathyrella fimiseda
- Psathyrella flagelliformis
- Psathyrella flavidifolia
- Psathyrella flexispora
- Psathyrella flexuosipes
- Psathyrella floccosa
- Psathyrella flocculosa
- Psathyrella floridana
- Psathyrella fontinalis
- Psathyrella fragilis
- Psathyrella fragrans
- Psathyrella franklinii
- Psathyrella fraxinophila
- Psathyrella frustulenta
- Psathyrella fuegiana
- Psathyrella fulva
- Psathyrella fulvescens
- Psathyrella fulvobrunnea
- Psathyrella fulvoumbrina
- Psathyrella fusca
- Psathyrella fuscifolia
- Psathyrella fuscospora
- Psathyrella galericolor
- Psathyrella galerinoides
- Psathyrella galeroides
- Psathyrella georgiana
- Psathyrella glandispora
- Psathyrella glaucescens
- Psathyrella globosivelata
- Psathyrella gordonii
- Psathyrella gossypina
- Psathyrella gracillima
- Psathyrella gramina
- Psathyrella granulosa
- Psathyrella grasmerensis
- Psathyrella grisea
- Psathyrella griseifolia
- Psathyrella griseoalba
- Psathyrella griseoatomata
- Psathyrella griseola
- Psathyrella griseopallida
- Psathyrella gruberi
- Psathyrella gyroflexa
- Psathyrella halophila
- Psathyrella harrisonii
- Psathyrella helobia
- Psathyrella hesleri
- Psathyrella hesleriaffinis
- Psathyrella heterocystis
- Psathyrella hirta
- Psathyrella hirtosquamulosa
- Psathyrella hispida
- Psathyrella hololanigera
- Psathyrella horakiana
- Psathyrella hortensis
- Psathyrella hoseneyae
- Psathyrella houghtonensis
- Psathyrella huronensis
- Psathyrella hydrophiloides
- Psathyrella hymenocephala
- Psathyrella hypsipus
- Psathyrella idahoensis
- Psathyrella imleriana
- Psathyrella immaculata
- Psathyrella impexa
- Psathyrella incerta
- Psathyrella incondita
- Psathyrella incrustans
- Psathyrella indecorosa
- Psathyrella inflatocystis
- Psathyrella insignis
- Psathyrella intermedia
- Psathyrella involuta
- Psathyrella iterata
- Psathyrella ivoeensis
- Psathyrella jacobssonii
- Psathyrella jalapensis
- Psathyrella janauariensis
- Psathyrella katmaiensis
- Psathyrella kauffmanii
- Psathyrella kellermanii
- Psathyrella kitsiana
- Psathyrella kodaikanalensis
- Psathyrella koreana
- Psathyrella lactobrunnescens
- Psathyrella lacuum
- Psathyrella laeta
- Psathyrella laevissima
- Psathyrella lanatipes
- Psathyrella langei
- Psathyrella lanuginosa
- Psathyrella larga
- Psathyrella laricina
- Psathyrella lateritia
- Psathyrella latispora
- Psathyrella laurentiana
- Psathyrella lauricola
- Psathyrella lepidotoides
- Psathyrella leucostigma
- Psathyrella leucotephra
- Psathyrella liciosae
- Psathyrella lignatilis
- Psathyrella ligulata
- Psathyrella lilaceogrisea
- Psathyrella limicola
- Psathyrella limophila
- Psathyrella limosa
- Psathyrella lionella
- Psathyrella lithocarpi
- Psathyrella littenii
- Psathyrella longicauda
- Psathyrella longicystidiata
- Psathyrella longicystis
- Psathyrella longipes
- Psathyrella longistipes
- Psathyrella longistriata
- Psathyrella lubrica
- Psathyrella lucipeta
- Psathyrella luteopallida
- Psathyrella luteovelata
- Psathyrella lutulenta
- Psathyrella macquariensis
- Psathyrella macrocystidiata
- Psathyrella maculata
- Psathyrella madeodisca
- Psathyrella magambica
- Psathyrella magnispora
- Psathyrella marthae
- Psathyrella mazamensis
- Psathyrella mazzeri
- Psathyrella megaspora
- Psathyrella melanophylla
- Psathyrella melanophylloides
- Psathyrella melanthina
- Psathyrella melleipallida
- Psathyrella membranacea
- Psathyrella merdicola
- Psathyrella mesobromionis
- Psathyrella mesocystis
- Psathyrella metuloidophora
- Psathyrella mexicana
- Psathyrella microcarpella
- Psathyrella microcystis
- Psathyrella microrhiza
- Psathyrella microsperma
- Psathyrella microspora
- Psathyrella microsporoides
- Psathyrella minima
- Psathyrella minuta
- Psathyrella minutella
- Psathyrella minutisperma
- Psathyrella minutissima
- Psathyrella monticola
- Psathyrella mookensis
- Psathyrella moseri
- Psathyrella moshiana
- Psathyrella mucosa
- Psathyrella mucrocystis
- Psathyrella multicystidiata
- Psathyrella multipedata
- Psathyrella multissima
- Psathyrella murcida
- Psathyrella muricellata
- Psathyrella murrillii
- Psathyrella myceniformis
- Psathyrella nahuelbutensis
- Psathyrella naivashaiensis
- Psathyrella nana
- Psathyrella narcotica
- Psathyrella nassa
- Psathyrella naucoria
- Psathyrella naucorioides
- Psathyrella neotropica
- Psathyrella nezpercii
- Psathyrella nigeriensis
- Psathyrella nigripunctipes
- Psathyrella nimkeae
- Psathyrella nitens
- Psathyrella niveobadia
- Psathyrella noli-tangere
- Psathyrella nothomyrciae
- Psathyrella oblongispora
- Psathyrella obscura
- Psathyrella obscurotristis
- Psathyrella obtusata
- Psathyrella ochracea
- Psathyrella ogemawensis
- Psathyrella olivaceocystis
- Psathyrella olivaceogrisea
- Psathyrella olivaceopallida
- Psathyrella olympiana
- Psathyrella opaca
- Psathyrella opacipes
- Psathyrella ophirensis
- Psathyrella orbicularis
- Psathyrella orbitarum
- Psathyrella oregonensis
- Psathyrella orizabensis
- Psathyrella ornatispora
- Psathyrella ovalispora
- Psathyrella ovaticystis
- Psathyrella ovatispora
- Psathyrella owyheensis
- Psathyrella paecilosperma
- Psathyrella pallida
- Psathyrella pallidispora
- Psathyrella palmigena
- Psathyrella paludosa
- Psathyrella palustris
- Psathyrella pampeana
- Psathyrella panaeoloides
- Psathyrella paradoxa
- Psathyrella parva
- Psathyrella parvicystis
- Psathyrella parvifibrillosa
- Psathyrella parvivelosa
- Psathyrella patagonica
- Psathyrella payettensis
- Psathyrella pellstonensis
- Psathyrella pellucidipes
- Psathyrella pennata
- Psathyrella perpusilla
- Psathyrella pertinax
- Psathyrella pervelata
- Psathyrella pervelatoides
- Psathyrella petasiformis
- Psathyrella phaeocystidiata
- Psathyrella phaseolispora
- Psathyrella phegophila
- Psathyrella phyllophila
- Psathyrella piceicola
- Psathyrella picta
- Psathyrella piluliformis
- Psathyrella pinicola
- Psathyrella plana
- Psathyrella platensis
- Psathyrella plumigera
- Psathyrella polaris
- Psathyrella polycystidiosa
- Psathyrella poonensis
- Psathyrella populorum
- Psathyrella potteri
- Psathyrella praeatomata
- Psathyrella praecox
- Psathyrella praelonga
- Psathyrella praetenuis
- Psathyrella pratensis
- Psathyrella prona
- Psathyrella propinqua
- Psathyrella proxima
- Psathyrella pruinosa
- Psathyrella pruinosipes
- Psathyrella prunuliformis
- Psathyrella psammophila
- Psathyrella pseudocandolleana
- Psathyrella pseudocasca
- Psathyrella pseudocoronata
- Psathyrella pseudocorrugata
- Psathyrella pseudocorrugis
- Psathyrella pseudocotonea
- Psathyrella pseudofoenisecii
- Psathyrella pseudofrustulenta
- Psathyrella pseudofulvescens
- Psathyrella pseudogordonii
- Psathyrella pseudogracilis
- Psathyrella pseudolactea
- Psathyrella pseudolarga
- Psathyrella pseudolimicola
- Psathyrella pseudolongipes
- Psathyrella pseudoparadoxa
- Psathyrella pseudosenex
- Psathyrella pseudotrepida
- Psathyrella pseudovelutina
- Psathyrella pseudovernalis
- Psathyrella psilocyboides
- Psathyrella pulicosa
- Psathyrella purpureobadia
- Psathyrella pusilla
- Psathyrella pygmaeaPsathyrella pygmaea
- Psathyrella quercicola
- Psathyrella radicellata
- Psathyrella rainierensis
- Psathyrella ramicola
- Psathyrella renispora
- Psathyrella reticulata
- Psathyrella rhizophorae
- Psathyrella rhodophaea
- Psathyrella rhodospora
- Psathyrella rhombispora
- Psathyrella ridicula
- Psathyrella rigidipes
- Psathyrella riparia
- Psathyrella rogueiana
- Psathyrella romellii
- Psathyrella romseyensis
- Psathyrella rooseveltiana
- Psathyrella roothaanensis
- Psathyrella rostellata
- Psathyrella roystoniae
- Psathyrella rubescens
- Psathyrella rubicola
- Psathyrella rubiginosa
- Psathyrella ruderaria
- Psathyrella rudericola
- Psathyrella rufescens
- Psathyrella rufogrisea
- Psathyrella rugocephala
- Psathyrella rugoproxima
- Psathyrella rugoradiata
- Psathyrella rugulosa
- Psathyrella rupchandii
- Psathyrella saccharinophila
- Psathyrella sacchariolens
- Psathyrella salictaria
- Psathyrella salmonescens
- Psathyrella saponacea
- Psathyrella scatophila
- Psathyrella scheppingensis
- Psathyrella scobinacea
- Psathyrella scotospora
- Psathyrella segregis
- Psathyrella seminuda
- Psathyrella senex
- Psathyrella septentrionalis
- Psathyrella sepulcreti
- Psathyrella sequoiae
- Psathyrella seymourensis
- Psathyrella sharonensis
- Psathyrella silvestris
- Psathyrella similis
- Psathyrella similissima
- Psathyrella singeri
- Psathyrella smithii
- Psathyrella solheimii
- Psathyrella solitaria
- Psathyrella spadicea
- Psathyrella spadiceogrisea
- Psathyrella sphaerocystis
- Psathyrella sphaerospora
- Psathyrella sphagnicola
- Psathyrella spintrigera
- Psathyrella spintrigeroides
- Psathyrella squamosa
- Psathyrella squarrosiceps
- Psathyrella stellata
- Psathyrella stellatifurfuracea
- Psathyrella stelzeri
- Psathyrella stercoraria
- Psathyrella stevensonii
- Psathyrella stigmatospora
- Psathyrella storea
- Psathyrella stuntzii
- Psathyrella subagraria
- Psathyrella subalpina
- Psathyrella subamara
- Psathyrella subandina
- Psathyrella subannulata
- Psathyrella subargillacea
- Psathyrella subaustralis
- Psathyrella subcaerulea
- Psathyrella subcaespitosa
- Psathyrella subcernua
- Psathyrella subcinerascens
- Psathyrella subconocyboides
- Psathyrella subcorticalis
- Psathyrella subdebilis
- Psathyrella subdisseminata
- Psathyrella subfasciculata
- Psathyrella subfilipes
- Psathyrella subhepatica
- Psathyrella subhyalinispora
- Psathyrella subincarnata
- Psathyrella subincerta
- Psathyrella sublanata
- Psathyrella sublateritia
- Psathyrella sublongipes
- Psathyrella sublongispora
- Psathyrella submaculata
- Psathyrella submicrospora
- Psathyrella submontana
- Psathyrella subnuda
- Psathyrella subochracea
- Psathyrella subolivacea
- Psathyrella subpalustris
- Psathyrella subpannucioides
- Psathyrella subpurpurea
- Psathyrella subradicata
- Psathyrella subrubella
- Psathyrella subsericea
- Psathyrella subsimilissima
- Psathyrella subsquamulosa
- Psathyrella substrigosipes
- Psathyrella subtenacipes
- Psathyrella subterrestris
- Psathyrella subtruncatispora
- Psathyrella subumbrina
- Psathyrella subvinacea
- Psathyrella subvolvata
- Psathyrella sulcata
- Psathyrella sulcatotuberculosa
- Psathyrella sullivantii
- Psathyrella sumstinei
- Psathyrella superiorensis
- Psathyrella supernula
- Psathyrella tahomensis
- Psathyrella tahquamenonensis
- Psathyrella tenacipes
- Psathyrella tenera
- Psathyrella tenuicula
- Psathyrella tenuis
- Psathyrella tenuivelata
- Psathyrella tepeitensis
- Psathyrella terrestris
- Psathyrella texensis
- Psathyrella thiersii
- Psathyrella thomii
- Psathyrella thujina
- Psathyrella tilcariensis
- Psathyrella torpens
- Psathyrella trechispora
- Psathyrella trepida
- Psathyrella trigonospora
- Psathyrella trinitatensis
- Psathyrella tristezae
- Psathyrella tristis
- Psathyrella truncatispora
- Psathyrella tsugae
- Psathyrella tubarioides
- Psathyrella tuberculata
- Psathyrella tumagainensis
- Psathyrella turcosomarginata
- Psathyrella twickelensis
- Psathyrella typhae
- Psathyrella uliginicola
- Psathyrella umbonata
- Psathyrella umbrina
- Psathyrella umbrinescens
- Psathyrella umbrosa
- Psathyrella undulatipes
- Psathyrella usambarensis
- Psathyrella uskensis
- Psathyrella utahensis
- Psathyrella utriformicystis
- Psathyrella valdiviana
- Psathyrella vanhermanii
- Psathyrella variabilissima
- Psathyrella variata
- Psathyrella varicosa
- Psathyrella varzeae
- Psathyrella velatipes
- Psathyrella velibrunnescens
- Psathyrella verna
- Psathyrella vernalis
- Psathyrella vesiculocystis
- Psathyrella vestita
- Psathyrella vialis
- Psathyrella victorii
- Psathyrella viloriana
- Psathyrella vinescens
- Psathyrella vinosofulva
- Psathyrella violaceopallens
- Psathyrella vulgaris
- Psathyrella vyrnwyensis
- Psathyrella waltersii
- Psathyrella wapinitaensis
- Psathyrella warrenensis
- Psathyrella wavereniana
- Psathyrella waverenii
- Psathyrella weberi
- Psathyrella wilsonensis
- Psathyrella yaoundeana

Selon Index Fungorum (29 octobre 2013) :
- Psathyrella abieticola A.H. Sm. 1972
- Psathyrella abortiva A.H. Sm. 1972
- Psathyrella acadiensis A.H. Sm. 1972
- Psathyrella achnoa (Berk. & Broome) Sacc. 1887
- Psathyrella aculeata W.W. Patrick & Barrows 1979
- Psathyrella acuticystis A.H. Sm. 1972
- Psathyrella acutilamella J. Favre 1948
- Psathyrella acutisquamosa Dennis 1961
- Psathyrella acutissima Singer 1969
- Psathyrella acutoconica A.H. Sm. 1972
- Psathyrella aequatoriae Singer 1978
- Psathyrella affinis A.H. Sm. 1972
- Psathyrella agaves (Maire) Konrad & Maubl. 1949
- Psathyrella agraria Enderle 1996
- Psathyrella agrariella (G.F. Atk.) A.H. Sm. 1972
- Psathyrella agrestis A.H. Sm. 1972
- Psathyrella alachuana Murrill 1943
- Psathyrella alaskaensis A.H. Sm. 1972
- Psathyrella albanyensis A.H. Sm. 1972
- Psathyrella albescens Hesler & A.H. Sm. 1972
- Psathyrella albida Massee 1899
- Psathyrella albidocinerea (Britzelm.) Sacc. 1895
- Psathyrella albipes (Murrill) A.H. Sm. 1972
- Psathyrella alboalutacea A.H. Sm. 1950
- Psathyrella albocapitata Dennis 1961
- Psathyrella albocinerascens A.H. Sm. 1972
- Psathyrella albocinnamomea A.H. Sm. 1972
- Psathyrella albofloccosa Arenal, M. Villarreal & Esteve-Rav. 2003
- Psathyrella algerica L.M. Dufour 1889
- Psathyrella alluviana A.H. Sm. 1972
- Psathyrella almerensis Kits van Wav. 1985
- Psathyrella alnicola A.H. Sm. 1972
- Psathyrella amara J.E. Ward & J.C. McDonald 1965
- Psathyrella amarella A.H. Sm. 1972
- Psathyrella amarescens Arnolds 2003
- Psathyrella amaura (Berk. & Broome) Pegler 1986
- Psathyrella ambusta A.H. Sm. 1972
- Psathyrella ammiratii A.H. Sm. 1972
- Psathyrella ammophila (Durieu & Lév.) P.D. Orton 1960
- Psathyrella ampelina É.E. Foëx & Viala
- Psathyrella anaglaea (Maire) Maire & Werner 1938
- Psathyrella anguina (V. Brig.) Sacc. & Traverso 1911
- Psathyrella angusticeps Peck 1906
- Psathyrella angusticystis A.H. Sm. 1972
- Psathyrella annulata A.H. Sm. 1972
- Psathyrella annulosa Singer 1973
- Psathyrella apora Singer 1969
- Psathyrella aquatica J.L. Frank, Coffan & D. Southw. 2010
- Psathyrella araguana Dennis 1961
- Psathyrella arenulina (Peck) A.H. Sm. 1972
- Psathyrella argentata A.H. Sm. 1972
- Psathyrella argentina Speg. 1898
- Psathyrella argillacea A.H. Sm. 1972
- Psathyrella argillospora Singer 1973
- Psathyrella aristeguietana Dennis 1961
- Psathyrella armeniaca Pegler 1977
- Psathyrella artemisiae (Pass.) Konrad & Maubl. 1949
- Psathyrella ascarioides L. Freire & J.M. Losa 1977
- Psathyrella aspenensis Mitchel & A.H. Sm. 1978
- Psathyrella asperella Quél. & Schulzer 1885
- Psathyrella asperospora (Cleland) Guzmán, Bandala & Montoya 1991
- Psathyrella atomata (Fr.) Quél. 1872
- Psathyrella atomatoides (Peck) A.H. Sm. 1972
- Psathyrella atricastanea (Murrill) A.H. Sm. 1972
- Psathyrella atrifolia (Peck) A.H. Sm. 1941
- Psathyrella atrospora A.H. Sm. 1972
- Psathyrella atroumbonata Pegler 1966
- Psathyrella aucta Sacc. 1887
- Psathyrella australis (Murrill) A.H. Sm. 1972
- Psathyrella avellaneifolia A.H. Sm. 1972
- Psathyrella avilana Dennis 1961
- Psathyrella badhyzensis Kalamees 1981
- Psathyrella badia Kits van Wav. 1987
- Psathyrella badiophylla (Romagn.) Park.-Rhodes 1954
- Psathyrella badiovestita P.D. Orton 1960
- Psathyrella baileyi A.H. Sm. 1972
- Psathyrella bambra Grgur. 1997
- Psathyrella baragensis A.H. Sm. 1972
- Psathyrella barlowiana A.H. Sm. 1972
- Psathyrella barrowsii A.H. Sm. 1972
- Psathyrella bartholomei Peck 1895
- Psathyrella basii Kits van Wav. 1985
- Psathyrella battarrae (Fr.) Konrad & Maubl. 1949
- Psathyrella bernardiana Dennis 1961
- Psathyrella bernhardii Kits van Wav. 1987
- Psathyrella berolinensis Ew. Gerhardt 1978
- Psathyrella betulina Peck 1907
- Psathyrella biformis (Schulzer) Sacc. 1887
- Psathyrella bifrons (Berk.) A.H. Sm. 1941
- Psathyrella bigelowii A.H. Sm. 1972
- Psathyrella bipellis (Quél.) A.H. Sm. 1946
- Psathyrella bivelata Contu 1991
- Psathyrella boninensis (S. Ito & S. Imai) S. Ito 1959
- Psathyrella borealis A.H. Sm. 1972
- Psathyrella boulderensis A.H. Sm. 1972
- Psathyrella brachycystis A.H. Sm. 1972
- Psathyrella brevipes (Murrill) A.H. Sm. 1972
- Psathyrella brooksii A.H. Sm. 1972
- Psathyrella brunnescens A.H. Sm. 1972
- Psathyrella byssina (Murrill) A.H. Sm. 1972
- Psathyrella caespitosa Peck 1907
- Psathyrella caespitosa Weholt 1987
- Psathyrella calcarea (Romagn.) Galland 1972
- Psathyrella calcarea (Romagn.) M.M. Moser 1978
- Psathyrella calvinii A.H. Sm. 1972
- Psathyrella campestris (Earle) A.H. Sm. 1972
- Psathyrella camphorata A.H. Sm. 1972
- Psathyrella camptopus (Sacc.) A.H. Sm. 1950
- Psathyrella canadensis A.H. Sm. 1972
- Psathyrella candidissima A.H. Sm. 1950
- Psathyrella candolleana (Fr.) Maire 1913
- Psathyrella canoceps (Kauffman) A.H. Sm. 1941
- Psathyrella capitatocystis Kits van Wav. 1987
- Psathyrella caput-medusae (Fr.) Konrad & Maubl. 1949
- Psathyrella carbonaria Velen. 1947
- Psathyrella carinthiaca Voto 2011
- Psathyrella carolinensis A.H. Sm. 1972
- Psathyrella casca (Fr.) Konrad & Maubl. 1949
- Psathyrella cascadensis A.H. Sm. 1972
- Psathyrella castaneicolor Murrill 1922
- Psathyrella castaneidisca (Murrill) A.H. Sm. 1972
- Psathyrella castaneifolia (Murrill) A.H. Sm. 1972
- Psathyrella catervata (Massee) P.D. Orton 1960
- Psathyrella cernua (Vahl) G. Hirsch 1984
- Psathyrella cernua (Vahl) M.M. Moser 1953
- Psathyrella cheyennensis A.H. Sm. 1972
- Psathyrella chilensis Speg. 1921
- Psathyrella chiloensis Singer 1969
- Psathyrella cineraria Har. Takah. 2000
- Psathyrella circellatipes Benoist 1889
- Psathyrella citerinii Eyssart. 2004
- Psathyrella citrinovelata A.H. Sm. 1972
- Psathyrella clementsii Sacc. & P. Syd.
- Psathyrella clivensis (Berk. & Broome) P.D. Orton 1960
- Psathyrella cloverae A.H. Sm. 1972
- Psathyrella cokeri (Murrill) A.H. Sm. 1972
- Psathyrella coloradensis A.H. Sm. 1972
- Psathyrella columbiana K.A. Harrison & A.H. Sm. 1972
- Psathyrella comata (G.F. Atk.) A.H. Sm. 1972
- Psathyrella communis A.H. Sm. 1972
- Psathyrella condensa (Berk.) Manjula 1983
- Psathyrella conferta Eyssart. & Chiaffi 2004
- Psathyrella confertissima (G.F. Atk.) A.H. Sm. 1941
- Psathyrella conissans (Peck) A.H. Sm. 1972
- Psathyrella connata Kits van Wav. 1976
- Psathyrella coprinoceps (Berk. & M.A. Curtis) Dennis 1970
- Psathyrella coprinoides A. Delannoy, Chiaffi, Courtec. & Eyssart. 2002
- Psathyrella cordispora Natarajan & Raman 1983
- Psathyrella cordobaensis A.H. Sm. 1972
- Psathyrella cornifericystis A.H. Sm. 1972
- Psathyrella coronata (Quél.) M.M. Moser 1953
- Psathyrella corrugis (Pers.) Konrad & Maubl. 1949